# Championnat du monde féminin de hockey sur glace 1997
Navigation
Championnat du monde 1994 Championnat du monde 1999
La quatrième édition du championnat du monde féminin de hockey sur glace s'est déroulé au mois d'avril 1997 trois ans après l'édition précédente. Les matchs se sont joués au Canada dans la région de la ville de Kitchener ; les villes suivantes ont accueilli des matchs : Kitchener, Brampton, Brantford, Hamilton, London, Mississauga et North York. Les matchs du championnat à proprement parler se sont joués entre le 31 mars et le 6 avril.

## Contexte
Les huit nations participant au tournoi se sont qualifiées de différentes manières. Le Canada, les États-Unis et la Chine se sont qualifiés à la suite du championnat du Pacifique de l'année précédente. Les cinq autres nations se sont qualifiées à la suite du championnat d'Europe.

## Premier tour
Les équipes finissant aux deux premières places de leur poule sont qualifiées pour la suite et pour la course à la médaille d'or.

### Groupe A
Résultats
| Équipe     | U.S.A. | Fin. | Suè. | Nor. |
| ---------- | ------ | ---- | ---- | ---- |
| États-Unis |        | 10-0 | 3-3  | 7-0  |
| Finlande   | 3-3    |      | 5-0  | 10-0 |
| Suède      | 0-10   | 0-5  |      | 2-2  |
| Norvège    | 0-7    | 0-10 | 2-2  |      |

Classement
|   | Équipe     | PJ | V | N | D | BP | BC |
| - | ---------- | -- | - | - | - | -- | -- |
| 1 | États-Unis | 3  | 2 | 1 | 0 | 20 | 3  |
| 2 | Finlande   | 3  | 2 | 1 | 0 | 18 | 3  |
| 3 | Suède      | 3  | 0 | 1 | 2 | 2  | 17 |
| 4 | Norvège    | 3  | 0 | 1 | 2 | 2  | 19 |

### Groupe B
Résultats
| Équipe | Can. | Chi. | Rus. | Sui. |
| ------ | ---- | ---- | ---- | ---- |
| Canada |      | 7-1  | 9-1  | 6-0  |
| Chine  | 1-7  |      | 6-2  | 11-3 |
| Russie | 1-9  | 2-6  |      | 3-3  |
| Suisse | 0-6  | 3-11 | 3-3  |      |

Classement
|   | Équipe | PJ | V | N | D | BP | BC |
| - | ------ | -- | - | - | - | -- | -- |
| 1 | Canada | 3  | 3 | 0 | 0 | 22 | 2  |
| 2 | Chine  | 3  | 2 | 0 | 1 | 18 | 12 |
| 3 | Russie | 3  | 0 | 1 | 2 | 6  | 18 |
| 4 | Suisse | 3  | 0 | 1 | 2 | 6  | 20 |

## Second tour

### Matchs de classement
Les quatre  nations finissant aux deux dernières places de leur poule ont joué par la suite un mini-tournoi pour établir le classement entre la huitième et la cinquième place. L’équipe classée à la dernière place d’une poule jouant contre l’équipe classée troisième de l’autre poule. Les équipes remportant leur match jouant alors pour la cinquième place.
La Suède s'impose sur la Suisse le 4 avril sur le score de 7 buts à 1 et dans le même temps, les Norvégiennes sont écartées par les Russes 2 à 1. Deux jours plus tard, les Norvégiennes perdent 1 à 0 pour la dernière place et la descente dans le championnat B deux ans plus tard. Dans le même temps, ce sont les Suédoises qui remportent la cinquième place 3 buts à 1. Grâce à cette victoire, les Suédoises se qualifient pour le tournoi des jeux Olympiques de 1998.

### Play-offs
Les demi-finales ont eu lieu le 5 avril et l'affiche de la finale est la même que celle des années précédentes, les Canadiennes contre les Américaines. Ces dernières se sont imposées 6 buts à 0 contre les Chinoises alors que les joueuses locales ont eu du mal à battre les Finlandaises 2 buts à 1.
En finale, les deux nations ne parviennent pas à se départager à l'issue du temps règlementaires. Finalement, Nancy Drolet va offrir le but de la victoire 4-3 aux Canadiennes.

## Bilan

### Classement
Cette section présente le classement des équipes à l'issue du tournoi. Les cinq premières équipes sont qualifiées pour les jeux de 1998 alors que l'équipe à la dernière place est reléguée dans le championnat B pour l'édition de 1999.
|        | Équipe     |
| ------ | ---------- |
| Or     | Canada     |
| Argent | États-Unis |
| Bronze | Finlande   |
| 4      | Chine      |
| 5      | Suède      |
| 6      | Russie     |
| 7      | Suisse     |
| 8      | Norvège    |

### Classement des joueuses
Nota : B : buts, A : aides et P : points
|   | Joueuses            | Équipe     | B | A | P  |
| - | ------------------- | ---------- | - | - | -- |
| 1 | Riikka Nieminen     | Finlande   | 5 | 5 | 10 |
| 2 | Hayley Wickenheiser | Canada     | 4 | 5 | 9  |
| 3 | Cammi Granato       | États-Unis | 5 | 3 | 8  |
| 4 | Tiia Reima          | Finlande   | 4 | 4 | 8  |
| 5 | Cassie Campbell     | Canada     | 2 | 6 | 8  |
| 6 | Nancy Drolet        | Canada     | 4 | 2 | 6  |
|   | Shelley Looney      | États-Unis | 4 | 2 | 6  |
|   | Karyn Bye           | États-Unis | 4 | 2 | 6  |
| 9 | Hongmzi Liu         | Chine      | 3 | 3 | 6  |
|   | Guo Wei             | Chine      | 3 | 3 | 6  |

## Sources
- (de) Cet article est partiellement ou en totalité issu de l’article de Wikipédia en allemand intitulé « Eishockey-Weltmeisterschaft der Herren 1997 » (voir la liste des auteurs).